# Тимощук Андрій
Андрій Тимощук — український кінорежисер. Був офіцером, продавцем, художником, журналістом, дизайнером. Більше десяти років – артдиректор в рекламі. Також – сценарист, режисер. Автор короткометражних і повнометражних сценаріїв.
Цікавиться іноваційними технічними прийомами в кінематографі.
Одружений вже 17 років. Має сина.

## Освіта
- Вище військове командно-інженерне училище ракетних військ стратегічного призначення. Спеціальність – фізико-енергетичні установки, інженер-електромеханік (1986-1991).
- Київський національний університет театру, кіно та телебачення імені І.К.Карпенка-Карого. Спеціальність – режисер художнього фільму, червоний диплом (1995-2000), майстерня В'ячеслава Криштофовича та Станіслава Чернілевського, майстерня драматургії Олега Приходька.

## фільмографія
- 1998: «На пляжі» (короткометражний ігровий), 9’
- 2001: «Шепіт шуму» (короткометражний ігровий), 11’
- 2010: «Візит» (короткометражний ігровий), 7’
- 2011: What's In Your Pocket, Inc. Kyiv, UA (короткометражний документальний), 15’. Фільм, знятий в рамках проекту «Життя за один день»
- 2012: Проект «Україно, goodbye!»: «Арівідерчі, Серього!»